# Голицын, Егор Алексеевич
Князь Егор Алексеевич Голицын (14 августа 1773 — 21 декабря 1811) — генерал-майор, масон и карикатурист; владелец усадьбы Узкое. 

## Биография
Единственный сын генерал-майора князя Алексея Борисовича Голицына от брака его с княжной Анной Егоровной Грузинской, внучкой царя Вахтанга VI. Имя получил в честь деда, царевича Егора Вахтанговича. После ранней смерти матери воспитывался в доме родной тётки — разведённой графини Анны Борисовны Апраксиной. Для получения образования в 1784 году был отправлен с французом-гувернером в Париж. 
За границей Голицын ничего кроме французского языка не выучил, но зато приучился к разгульному образу жизни и, не желая возвращаться в Россию, доставлял много хлопот своим родственникам. Только смерть отца в 1792 году и уговоры княгини Н. П. Голицыной, имевшей влияние на племянника, заставили его вернуться.
В 1793 году поручик лейб-гвардию Семеновского полка, князь Голицын, был определен Екатериной II камергером ко образовавшемуся двору цесаревича Александра Павловича и Елизаветы Алексеевны, а его три сестры пожалованы во фрейлины. В дальнейшей в его судьбе принимали участие (ввиду отдалённого родства) главнокомандующий в Москве князь А. А. Прозоровский, а также обер-камергер князь А. М. Голицын. 

В 1794 году во время Польской кампании был зачислен волонтером в Псковский драгунский полк, которым командовал будущей муж его старшей сестры П. А. Толстой, и уехал в Ошмяны. Но даже в армии Голицын умудрялся делать долги, несмотря на приличное состояние и имея по 1000 рублей в месяц. Про его же службу Ф. Толстой писал :
Князь Егор Алексеевич был прислан волонтером совсем не с тем, чтобы служить волонтером, потому что он ни к какой службе не был способен и служить не мог, а для того, чтобы императрица имела причину дать покровительствуемому ею молодому камергеру Георгиевский крест четвертой степени, который по положению статуса давался волонтерам, сделавшим кампанию против неприятеля и отличившимся на службе усердием и храбростью. Князь Голицын, как и я, не видел неприятеля, потому что во все это время не выезжал из Ошмян.
После завершения кампании, 1 января 1795 года ему был пожалован орден св. Георгия 4 степени, и в Петербург он вернулся героем. Продолжив службу, дослужился до чина генерал-майора. Но с воцарением Павла I все изменилось. К Голицыну, любимцу высшего света, была милостива императрица Мария Фёдоровна, поэтому император подверг его опале и в 1798 году выслал из Петербурга в Москву. 
Живя в своем наследственном подмосковном имении Узкое, Голицын был известен в свете под именем «князя Егора» и славился своими забавными и удачными карикатурами на ряд высоких особ. В родословных записках князь П. Долгоруков писал о нём как о человеке знаменитом своими причудами и остроумием. 
Скончался в Москве в декабре 1811 года, как и отец, скоропостижно. Был похоронен в Донском монастыре рядом с двумя замужними сёстрами и другими родственниками, но сохранилась лишь его могила с надгробием художественной работы (и с утерянными надписями). Он не был женат и не оставил потомства, поэтому его наследницами стали сёстры. Князь Николай Михайлович писал, что причиной преждевременной смерти Голицына, были его страсть к картам и чрезмерные излишества.